# 程建平
程建平(1964年8月—)，男，安徽休宁人，中国核技术与防护专家。主要从事核技术应用、辐射防护与环境保护等领域的研究。

## 生平
1986年8月参加工作，1984年12月加入中国共产党。2013年5月，任清华大学常务副校长。2016年12月，任北京师范大学党委书记。2018年1月，当选第十三届全国政协委员。